# Иерусалимский собор
Иерусали́мский собо́р (Апостольский собор) —  раннехристианский не вселенский церковный собор, проходивший  около 49 года (по другим данным — в 50 или  51 году) в Иерусалиме с участием апостолов, созванный для разрешения спора между Павлом и некоторыми иудеями-христианами о том, должны ли христиане соблюдать Закон Моисея. Иерусалимский собор был важным событием в истории христианства, став прообразом вселенских соборов. Решение собора, именуемое как Апостольское постановление, заключалось в том, что новообращённым христианам было не обязательно выполнять обрезание мужчин для спасения через веру в Христа. При этом по настоянию Иакова христианам не евреям предписывалось соблюдать лишь законы Ноя, а именно сохранялся запрет на приём в пищу части живого животного, прелюбодеяние и идолопоклонство.

## Предпосылки
Гонения на христиан со времён убийства мученика Стефана стали усиливаться из-за проповеди Евангелия неиудеям. Некоторые христиане бежали из Иерусалима в Антиохию и проповедовали там не только евреям, но и грекам, обратив в христианство большое количество людей. Между 45 и 49 годами апостолы Павел и Варнава основали южно-галатские церкви Антиохии в городах Писидия, Икониум, Дербе и Перге, населённых преимущественно не евреями. Видя огромное количество обращённых среди не евреев, зилоты стали бить тревогу. В личной беседе апостола Павла с Петром, Иаковом и Иоанном апостолы одобрили миссию Павла к язычникам (Гал. 2:7). Однако недавно обращённые фарисеи роптали, требуя чтобы верующие, называемые как и все верующие «братьями» (Гал. 2: 1 — 10), примкнувшие «из язычников», делали обрезание и соблюдали в полном объёме Закон Моисея.

## Апостольский собор
Новый Завет дважды сообщает о соборе — в рассказе апостола Луки (Деян. 15:1-34) и в рассказе апостола Павла (Гал. 2:1-10). Причиной созыва собора послужило то, что «некоторые, пришедшие из Иудеи, учили братьев: если не обрежетесь по обряду Моисееву, не можете спастись. Когда же произошло разногласие и не малое состязание у Павла и Варнавы с ними, то положили Павлу и Варнаве и некоторым другим из них отправиться по сему делу к Апостолам и пресвитерам в Иерусалим» (Деян. 15:1-2). Также в Послании к Галатам, апостол Павел упоминает о разногласии с апостолом Петром, упрекая его в нежелании есть вместе с язычниками при иудеях (Гал. 2:11-15). Это разногласие могло послужить причиной созыва апостолов.
На этом соборе христиане отказались от необходимости соблюдения крещёными язычниками обрезания, жертвоприношений животных в Иерусалимском храме, левирата, а также множества обрядовых ритуалов, введённых книжниками и фарисеями в религиозную жизнь иудеев, за слепое последование которым книжников и фарисеев обличал ещё сам Христос. Несмотря на это, уверовавшие из евреев всё так же соблюдали традиции и обряды, установленные старцами (Деян. 15:10), а также правила кашрута, и другие законы Торы.
Встречается мнение, прежде всего в адвентизме, что, если «Закон Моисеев от древних родов по всем городам имеет проповедующих его и читается в синагогах каждую субботу» (Деян. 15:21),
то христиане из язычников, посещая собрания, могли постепенно изучать Закон в полноте, им, для начала, было предписано воздержание от идоложертвенного, крови, удавленины и блуда, а также запрет верующим делать другим того, чего себе не хотят (Деян. 15:28-29). Однако, в сравнении с другими местами Нового Завета, описывающими враждебное отношение иудеев к новому учению и неприятие его последователей (Деян. 13:45, Деян. 14:19 и пр.) оно представляется маловероятным.
Апостольское постановление об отказе от обязательного обрезания для крещения стало одним из первых шагов к отделению раннего христианства от иудаизма. Апостол Павел указывал, что Бог являет Богом как иудеев, так и язычников (Рим. 3:29) и не соглашался на обрезание апостола Тита. Однако призыв к несоблюдению закона Моисея привёл к расколу с такими группами иудеев верующих в Христа, как эбиониты.
Часто встречается ошибочное мнение, что это был единственный собор, на котором присутствовали апостолы; однако они собирались и раньше, например, для избрания (Деян. 1:13-26) двенадцатого апостола — Матфия вместо отпавшего Иуды Искариота, для избрания и поставления семи диаконов (Деян. 6:1-6) и в других случаях.
После Иерусалимского собора Апостол Павел пишет «Послание к Галатам», в котором сообщает что «если вы обрезываетесь, не будет вам никакой пользы от Христа». Это приведёт к конфликту апостола Павла с апостолом Петром, известному как инцидент в Антиохии.